# Wapeldorf
Wapeldorf ist ein kleines Dorf im Landkreis Ammerland und gehört zur niedersächsischen Gemeinde Rastede.

## Geographie

### Lage
Das Dorf liegt zehn Kilometer nördlich vom Kernort Rastede entfernt. Die von Oldenburg nach Wilhelmshaven führende Bundesautobahn 29 verläuft zwischen dem Mitteldörperweg und dem Vorderweg durch das Dorf hindurch.

## Geschichte
Wapeldorf ist nach der Wapel benannt, die früher Grenzfluss zwischen der Grafschaft Ostfriesland und dem Herzogtum Oldenburg war. Vom Süden her grenzt das Gemeinheitsgebiet der Bauerschaft Bekhausen an die Wapel. Die Gründung von Wapeldorf geht auf die 1806 in Oldenburg erlassene Gemeinheits-Teilverordnung zurück. Dann wurden die Umwandlungen gemeinschaftlich genutzter Ländereien in Privatbesitz in großem Umfang in die Tat umgesetzt. Bei der Teilung der Bekhausener Gemeinheit, die 1807 begann, ergab sich ein Überschuss von 360 Jück, etwa 180 Hektar. Diese Fläche war der Ursprung von Wapeldorf. Das Datum der Aufteilung, der 4. Mai 1811, kann gemeinhin als das Gründungsdatum von Wapeldorf angesehen werden.
Die Vergabe der Anbauerstellen erfolgte nach strengen Kriterien, um ein Scheitern der neuen Ansiedlung zu vermeiden. So mussten zum Beispiel Arbeitsfreudigkeit, Arbeitsfähigkeit, ein vorhandenes Vermögen usw. vorgewiesen werden. Im Vordergrund stand das Kultivieren der Ländereien und der Abbau von Torf, da dieser als Brennstoff gute Verdienstmöglichkeiten darstellte.
Im Jahr 1815 wurde die Siedlung eine selbständige Bauerschaft und bekam 1820 eine eigene Schule. Zu dieser Zeit wohnten bereits 215 Einwohner in 35 Häusern. Die Schule bestand bis 1970.

## Wirtschaft
Von ursprünglich 36 Siedlerstellen sind heute noch wenige Landstellen übriggeblieben, die als Vollerwerb die Landwirtschaft betreiben. Im Vordergrund steht die Milchwirtschaft.